# Ксантіппа
Ксантіппа — давня афінянка, дружина Сократа та мати їх трьох синів: Лампрокла, Софроніска і Менексена. Ймовірно, вона була набагато молодшою за Сократа, можливо, на цілих 40 років. Ще за античності фігурувала в анекдотичних історіях як дуже сварлива жінка, на противагу терплячому Сократу. Її ім'я часто вживається в порівняннях як назва сварливої жінки.

## Ім'я
Ксантіппа означає «жовтий кінь», з давньогрецької: ξανθός ксантос «білявий» і ἵππος «кінь». Її ім'я — одне з багатьох грецьких імен, які пов'язані тематикою коня. Коні часто вказували на аристократичну спадщину у грецькому імені.
Ще однією причиною вважати, що сім'я Ксантіппи була соціально значущою, було те, що її старшого сина назвали Лампроклес замість Софроніск на честь батька Сократа Софроніска: давньогрецький звичай полягав у тому, щоб назвати свою першу дитину на честь більш прославленого з двох дідів. Вважається, що батька Ксантіппи звали Лампроклес. Якби він займав ще більш високе становище в Афінській аристократії, ніж батько Сократа, його ім'я було б кращим вибором для імені первістка.

## Персонаж
Зображення Ксантіппи Платоном у «Федоні» припускає, що вона була відданою дружиною і матір'ю. Вона більше ніде не згадується у Платона. Ксенофонт у своїх пам'ятних речах зображує її майже в тому ж світлі, хоча і змушує Лампрокла скаржитися на її грубість та різкість. Тільки на «Симпосії» Ксенофонта стверджується, що з нею (за словами Антисфена) «найважче ладнати з усіх існуючих жінок». Попри те, Сократ додавав, що вибрав Ксантіппу за її звичку сперечатися:
|                                       | Це приклад вершника, який бажає стати досвідченим наїзником: «Ніяких ваших беззубих, слухняних тварин для мене», — каже він; «кінь, якого я взяв би собі, повинен проявляти певний норов» вірячи, безсумнівно, що якщо він зможе керувати такою твариною, йому буде досить легко мати справу з усіма іншими кіньми, крім цього. «І це якраз мій випадок. Я хочу мати справу з людьми, спілкуватися з людиною взагалі; тому такий мій вибір дружини. Я добре знаю — якщо зможу терпіти її норов, то зможу з легкістю поладнати з кожною іншою людиною.» |
| — Ксенофонт. Симпосій, 17–19 [= 2.10] | |

Можливо, таке зображення Ксантіппи походить від Антисфена, одного з учнів Сократа, оскільки Ксенофонт спочатку вкладає цю точку зору в його вуста. Еліан також зображує її як ревниву жінку в описі, де вона топче великий і красивий пиріг, надісланий Сократу Алківіадом. Діоген Лаертський розповідає про інші історії, пов'язані з нібито поганим ставленням Ксантіппи до чоловіка.
Пізніші автори, такі як Діоген Лаертський, які посилаються на Арістотеля як на найперше джерело, кажуть, що у Сократа була друга дружина на ім'я Мірто. Плутарх розповідає про подібну історію, повідомляючи, що вона взята з роботи під назвою «Про хороше народження», але він висловлює сумнів щодо того, чи була вона написана Арістотелем. У версії цієї історії від Плутарха Сократ, який вже був одружений, подбав про фінансові проблеми Мірто, коли вона овдовіла.
Інша розповідь про Ксантіппу і Мірто наводиться в книзі Аристоксена «Життя Сократа», написаній в другій половині четвертого століття до н. е., яка, як стверджує Аристоксен, заснована на розповідях його батька від першої особи. Це стверджує, що Мірто була його законною дружиною, а Ксантіппа — його коханкою, чия дитина стала законною.
Непідтверджений анекдот стверджує, що Ксантіппа одного разу так розлютилася на свого чоловіка, що взяла нічний горщик і вилила його на Сократа, що, згідно з переказом, філософ прийняв з алегорією: «після грому йде дощ».
Широко цитований вислів Сократа про Ксантіппу: «Попри все виходь заміж. Якщо ти знайдеш собі хорошу дружину, ти будеш щасливий довіку; а якщо станеться, що тебе будуть лаяти, як моя Ксантіппа — тоді ти станеш філософом».

## Образ у літературі
Образи Ксантіппи та Сократа наявні в численних творах літератури: «Терпеливий Сократ» Йоганна Ульріха фон Кеніга, «Дім мудрого Сократа» Луї-Себастьян Мерсьє, «Сократ і його дружина» Теодора де Банвіля, «Мудрець у шлюбі» М. Меньє, «Хоробрий пан С.» Кристіана Гемберга, «Ксантиппа» Фріца Маутнера, «Поранений Сократ» Бертольда Брехта, «Афінський гурток» та «Сократ» Августа Стріндберга.
В українській літературі до зображення Ксантіппи зверталися Валерій Шевчук у «Навчителі істини» та Юрій Мушкетик у «Смерті Сократа».

## У масовій культурі
- У трилогії дитячої книги «Каюс» Генрі Вінтерфельда грецький вчений і вчитель на ім'я Ксантос отримав від своїх учнів прізвисько «Ксантіпп» (на честь Ксантіппи) через його дуже вимогливу та критичну поведінку.

- Ксантіппа грає досить важливу роль у п'єсі Максвелла Андерсона 1951 року «Босоніж в Афінах». У телевізійній постановці Залу слави Голлмарка 1966 року її зіграла Джеральдін Пейдж навпроти Пітера Устинова в ролі Сократа.

- У романі Стинтії Озик 1997 року «Папери Путтермессер» Рут Путтермессер створює голема, який наполягає на тому, щоб його звали Ксантіпп.

- Вигадана розповідь про стосунки Ксантіппи з її чоловіком представлена в п'єсі «Ксантіппа» британської письменниці і драматурга Дебори Фрімен. «Ксантіппа» була вперше поставлена в лондонському театрі Броклі Джек в 1999 році.

- Ксантіппа грає другорядну роль у відеогрі Assassin's Creed: Odissey 2018 року, в якій Сократ заявляє, що його привернула її схильність до суперечок, а не її зовнішність.

- У телевізійному ситкомі «Непорушна Кіммі Шмідт» пасербицю Жаклін Уайт звуть Ксантіппа Вурхіз.

## Назви на честь Ксантіппи
На її честь названо астероїд — 156 Ксантіппа.
У 1995 році П.Наскрецкі та Р. К. Колвелл дали патронім «Xanthippe» роду квіткових кліщів, які мешкають у квітах пальм роду Socratea, і ймовірно, розселяються за допомогою жуків, які запилюють пальму.
У 1910 році Вілфред Хадсон Осгуд описав вид африканської білозубої землерийки як «Crocidura xantippe», тобто «землерийка Ксантіппа».